# Meriania peltata
Espèce
Statut de conservation UICN

 EN B1+2c : En danger
Meriania peltata est une espèce de plantes à fleurs de la famille des Melastomataceae endémique de Colombie.

## Publication originale
- Caldasia 8: 532. 1962.